# Thatcher Demko
Thatcher Douglas Demko, född 8 december 1995, är en amerikansk professionell ishockeymålvakt som spelar för Vancouver Canucks i National Hockey League (NHL). Han har tidigare spelat för Utica Comets i American Hockey League (AHL); Boston College Eagles i National Collegiate Athletic Association (NCAA) och Omaha Lancers och Team USA i United States Hockey League (USHL).
Demko draftades av Vancouver Canucks i andra rundan i 2014 års draft som 36:e spelare totalt.